# Base de dades orientada a grafs
Una base de dades orientada a grafs (BDOG) representa la informació com a nodes d'un graf i les seves relacions com a arestes d'aquest graf, de manera que es pugui fer ús de la teoria de grafs per tal de recórrer la base de dades. El graf permet ser més descriptiu mitjançant l'ús d'atributs en nodes i arestes. Una base de dades orientada a grafs cal que estigui normalitzada, de manera que permeti qualsevol canvi en l'estructura de la informació. Té un esquema de dades molt flexible. Permeten resoldre problemes com ara:
- Combinació d'atributs multi-valor i atributs complexos
- Flexibilitat als canvis d'estructura, especialment quan la font de dades és autònoma i dinàmica com Internet.
- Unificació en la representació de les dades, esquemes i consultes.
- Rebre o retornar grafs complets d'acord amb diferents criteris de cerca.

Les BDOG ofereixen novetats com:
- Consultes més àmplies i no delimitades per taules, exemple “Mostri totes les dades que continguin el nom Carles".
- No cal definir un nombre determinat d'atributs, es podria donar el cas que una persona tingui 4 noms relacionats i en canvi una altra només 2, sense desperdiciar espai.
- No cal definir una mida pels "registres" evitant així també possibles fallades a la base de dades.
- Permet molts tipus de recorreguts per les dades, per exemple el jeràrquic, obtenint el node avi i viceversa.

## Història
Degut a l'auge del NoSQL, el model orientat a grafs és conegut des de fa temps, relacionat al concepte de bases de dades orientades a objectes. L'aparició del model relacional va fer que aquests models es deixessin de banda però degut als grans volums de dades i la impossibilitat de manejar-los eficientment amb les bases de dades relacionals alguns projectes implementen aquest concepte.